# Timeliopsis
Timeliopsis es un género de aves paseriformes perteneciente a la familia Meliphagidae. Sus miembros son endémicos de Nueva Guinea

## Especies
El género contiene dos especies
- Timeliopsis fulvigula - mielero oliváceo;
- Timeliopsis griseigula - mielero habano.